# 阿倍野橋駅
阿倍野橋駅（あべのばしえき）は、かつて大阪府大阪市天王寺区に存在した、大阪市電の駅（電停）。市南部のターミナルとして、多くの系統の始発・終着駅となっていた。

## 概要
阿倍野橋駅が位置していた現在の天王寺駅前交差点は、天王寺阿倍野線と霞町玉造線の交点で、1系統・3系統・4系統・8系統・11系統・14系統が発着していた。国鉄天王寺駅に隣接しており、近鉄南大阪線や南海天王寺支線、南海上町線、1938年以降は地下鉄1号線とも乗り換えができた。
1900年（明治33年）に大阪馬車鉄道の天王寺駅前駅として開業。1918年（大正7年）に霞町玉造線の阿倍野橋駅が開業。大阪馬車鉄道はのちに南海上町線となり、天王寺駅 - 天王寺駅前駅間が1921年（大正10年）に大阪市によって買収され、天王寺駅前駅は阿倍野橋駅に統合された。
駅名は阿倍野橋に由来し、駅名標も「阿倍野橋」表記だったが、方向幕では「あべの橋」とひらがなで表記されていた。

## 歴史
- 1900年（明治33年）9月20日：大阪馬車鉄道の天王寺駅 - 東天下茶屋停留場開業と同時に天王寺駅前駅が開業。
- 1907年（明治40年）
  - 3月29日：大阪馬車鉄道が大阪電車鉄道に改称。
  - 10月29日：大阪電車鉄道が浪速電車軌道に改称。
- 1909年（明治42年）12月24日：南海鉄道が浪速電車軌道を合併、南海上町線になる。
- 1918年（大正7年）6月15日：大阪市電の霞町玉造線霞町駅 - 阿倍野橋駅間が開業。
- 1921年（大正10年）12月21日：大阪市が南海上町線の天王寺駅 - 天王寺駅前駅間を買収、買収区間は大阪市電天王寺阿倍野線となり、天王寺駅前駅は阿倍野橋駅と統合される。
- 1945年（昭和20年）3月13日 - 7月1日：霞町玉造線阿倍野橋駅 - 玉造駅間が戦災のため休止。
- 1946年（昭和21年）9月1日：霞町玉造線阿倍野橋駅 - 玉造駅間が運行再開。
- 1961年（昭和36年）11月1日：霞町玉造線阿倍野橋駅 - 玉造間が廃止され、トロリーバスに転換。
- 1966年（昭和41年）4月1日：霞町玉造線全線廃止。
- 1968年（昭和43年）12月18日：天王寺阿倍野線の廃止に伴い、廃止。

## 隣の駅
1系統・4系統
動物園前駅 - 阿倍野橋駅 - 天王寺西門前駅
3系統・11系統
阿倍野橋駅 - 動物園前駅
8系統
阿倍野橋駅 - 南河堀町駅
14系統
阿倍野橋駅 - 天王寺西門前駅